# Max Reimann
Max Reimann (Elbląg, 1898. október 31. – Düsseldorf, 1977. január 18.) német politikus. A mai Lengyelország területén született, részt vett az első világháborúban. A náci korszak idején kommunista eszméi miatt börtönbe zárták, szabadulása és a háború vége után Kelet-Németországban élt tovább, ott volt politikus is.